# Leptostylus batesi
Leptostylus batesi là một loài bọ cánh cứng trong họ Cerambycidae.